# Рон Говард
Ро́нальд Ві́льям Го́вард (англ. Ronald William Howard; нар. 1 березня 1954 року, Дункан, Оклахома, США) — американський кінорежисер, продюсер та актор. Має дві нагороди «Оскар» за стрічку «Ігри розуму», яка також є однією з найвідоміших робіт Говарда поруч із «Аполлон-13» та екранізаціями книжок Дена Брауна «Код да Вінчі», «Янголи і демони».

## Життєпис
Рон народився у Оклахомі у родині акторів. Його батько Ренс Говард здійснив мрію дитинства, вступивши до університету Оклахоми за драматичною спеціалізацією. Згодом працював режисером, сценаристом та актором. Мати Джин Говард — акторка, навчалась в акторській школі Нью-Йорка.
Вперше у кіно Рон з'явився у віці 18 місяців у фільмі «Жінка з кордону» (англ. «Frontier Woman») (1956). А справжню повноцінну роль він зіграв у 4 роки в фільмі «Подорож». Потім була роль у «Шоу Енді Гріффіта» (1960). Із часом суто дитячі ролі змінили доросліші. Так Рон зіграв підлітка Річі у «Щасливих днях» (1974).
Батьки Рона намагались зробити його життя звичайним для американської дитини: Рон навчався у безоплатній муніципальній школі, та навіть у віці 15 років не навчався 9 місяців, аби мати змогу грати у баскетбол.
Перехід від дитинства до дорослого життя завжди болісний та складний, та насправді для Рона це був більше перехід від актора-дитини до дорослого-режисера. Була кілька вдалих ролей, як наприклад, у фільмі «Найвлучніший» (англ. «The Shootist») (1976). За зіграну у ньому роль Гіллома Роджерса Рон був номінований на нагороду «Золотий глобус». Та все ж Рональд мріяв про те, аби самому знімати справжнє кіно.
Режисерським дебютом Говарда став фільм «Велика автокрадіжка» (1977), після якого він зняв ще кілька фільмів. Відомим режисером Рона зробив фільм «Нічна зміна» 1982 року. Згодом Рон зняв низку вдалих успішних стрічок: «Сплеск», «Батьки», «Кокон», «Аполлон-13» (9 номінацій та 2 премії «Оскар»), «Ігри розуму» (2 особисті премії «Оскар», за найкращий фільм та режисуру), «Нокдаун» і «Код да Вінчі».

## Фільмографія
| Рік  | Назва                       | Режисер | Продюсер   | Сценарист | Пос.   |
| ---- | --------------------------- | ------- | ---------- | --------- | ------ |
| 1977 | Велика автокрадіжка         | Так     | Ні         | Так       | [ 5 ]  |
| 1978 | Цукрова вата                | Так     | Ні         | Так       | т/ф    |
| 1980 | Скайворд                    | Так     | Виконавчий | Ні        | т/ф    |
| 1982 | Нічна зміна                 | Так     | Ні         | Ні        | [ 6 ]  |
| 1984 | Сплеск                      | Так     | Ні         | Ні        | [ 7 ]  |
| 1985 | Кокон                       | Так     | Ні         | Ні        | [ 8 ]  |
| 1986 | Ентузіаст                   | Так     | Виконавчий | Ні        | [ 9 ]  |
| 1988 | Віллоу                      | Так     | Ні         | Ні        | [ 10 ] |
| 1989 | Батьківство                 | Так     | Ні         | Історія   | [ 11 ] |
| 1991 | Зворотна тяга               | Так     | Ні         | Ні        | [ 12 ] |
| 1992 | Далека країна               | Так     | Так        | Історія   | [ 13 ] |
| 1994 | Газета                      | Так     | Ні         | Ні        | [ 14 ] |
| 1995 | Аполлон-13                  | Так     | Ні         | Ні        | [ 15 ] |
| 1996 | Викуп                       | Так     | Ні         | Ні        | [ 16 ] |
| 1999 | Ед із телевізора            | Так     | Так        | Ні        | [ 17 ] |
| 2000 | Як Ґрінч украв Різдво       | Так     | Так        | Ні        | [ 18 ] |
| 2001 | Ігри розуму                 | Так     | Так        | Ні        | [ 19 ] |
| 2003 | Останній рейд               | Так     | Так        | Ні        | [ 20 ] |
| 2005 | Нокдаун                     | Так     | Так        | Ні        | [ 21 ] |
| 2006 | Код да Вінчі                | Так     | Так        | Ні        |        |
| 2008 | Фрост проти Ніксона         | Так     | Так        | Ні        | [ 22 ] |
| 2009 | Ангели і демони             | Так     | Так        | Ні        |        |
| 2011 | Дилема                      | Так     | Так        | Ні        |        |
| 2013 | Гонка                       | Так     | Так        | Ні        |        |
| 2015 | У серці моря                | Так     | Так        | Ні        |        |
| 2016 | Інферно                     | Так     | Так        | Ні        |        |
| 2018 | Соло. Зоряні Війни. Історія | Так     | Ні         | Ні        | [ 23 ] |
| 2020 | Сільська елегія             | Так     | Так        | Ні        | [ 23 ] |
| 2022 | Тринадцять життів           | Так     | Так        | Ні        | [ 24 ] |
| 2024 | Едем                        | Так     | Так        | Історія   | [ 25 ] |

Документальні фільми
- Зроблено в Америці[en] (2013)
- The Beatles: Вісім днів на тиждень[en] (2016)
- Паваротті (2019)
- Відбудова раю[en] (2020)
- Ми годуємо людей[en] (2022)
- Людина-ідея Джима Хенсона[en] (2024)

| Продюсер - Чистий і тверезий (1988) - Камера (1996) - Вигадане життя Ебботів (1997) - Із Землі на Місяць (1998) - Форт Аламо (2004) - Допитливий Джордж (2006) - Підміна (2008) - Невгамовні (2011) - Ковбої проти прибульців (2011) - Брехня на спасіння (2014) - Темна Вежа (2017) - Тік-так, бум! (2021) - В череві кита (2026) | Виконавчий продюсер - Лео і Лорі (1980) - Нічия земля (1987) - Таємниця золотих пірамід (1988) - Передмістя (1989) - The Doors (1991) - Країна в шафі (1991) - Допитливий Джордж 2 (2009) - Допитливий Джордж 3 (2015) - Зворотна тяга 2 (2019) - Весільний сезон (2022) |  |